# Tsjetsjeens-Ingoesjetische Autonome Oblast
De Tsjetsjeens-Ingoesjetische Autonome Oblast (Russisch:  Чечено-Ингушская автономная область, Tsjetsjeno-Ingoesjskaja avtonomnaja oblast) is een voormalige autonome oblast in de Sovjet-Unie.
De autonome oblast ontstond op 15 januari 1934 uit de samengevoegde Tsjetsjeense Autonome Oblast en Ingoesjetische Autonome Oblast. De autonome oblast ging op 5 december 1936 op in de Tsjetsjeens-Ingoesjetische Autonome Socialistische Sovjetrepubliek binnen de Russische Socialistische Federatieve Sovjetrepubliek.